# Rodrigo Castro (nadador)
Rodrigo Octávio Coelho da Rocha e Castro (21 de diciembre de 1978, Belo Horizonte) es un nadador brasileño de estilo libre. Participó en tres Juegos Olímpicos consecutivos iniciando en Sídney 2000. En Pekín, participando en su tercera olimpiada rompió el récord suramericano de los 200 m libre que poseía Gustavo Borges desde hace 10 años, logrando un tiempo de 1m47s87. Es también recordista suramericano del relevo libre 4 × 200 m en piscina olímpica junto a Thiago Pereira, Lucas Salatta y Nicolas Oliveira con un tiempo de 7m09s71; en piscina corta con un tiempo de 7m06s09 junto a César Cielo, Thiago Pereira y Lucas Salatta.

## Marcas personales
| Piscina 50 metros | Piscina 50 metros        | Piscina 50 metros    | Piscina 50 metros | Piscina 50 metros |
| Evento            | Competición              | Fecha                | Tiempo            | Nota              |
| ----------------- | ------------------------ | -------------------- | ----------------- | ----------------- |
| 200 m Libre       | Juegos Olímpicos de 2008 | 10 de agosto de 2008 | 1:47.87           | RS                |